# Krasny Brzeg (rejon żłobiński)
Krasny Brzeg (błr. Кра́сны Бе́раг, ros. Красный Берег) – wieś na Białorusi, w rejonie żłobińskim obwodu homelskiego, około 23 km na południowy zachód od Rohaczowa, nad rzeczką Dobośnią.
Znajduje tu się stacja kolejowa Krasny Brzeg, położona na linii Homel – Żłobin – Mińsk.

## Historia
Pierwsze pisemne wzmianki o wsi pochodzą z 1317 roku, nazywała się wtedy Czerwony Brzeg. Kolejny zapis o wsi to akt jej sprzedaży w 1528 roku przez Aleksieja Zankowicza.
W ciągu XVII, XVIII i XIX wieku Krasny Brzeg wielokrotnie zmieniał właścicieli. Były nimi rodziny Sołtanów, Woronieckich, Bogorodzkich (I połowa XIX wieku), Gryniewiczów. Po zniesieniu pańszczyzny w zaborze rosyjskim w 1861 roku miejscowi chłopi zaczęli w 1862 roku odkupywać części majątku od Gryniewiczów. Po powstaniu styczniowym Krasny Brzeg został odkupiony przez potomka dawnych właścicieli, rosyjskiego wojskowego inżyniera, pułkownika z twierdzy Bobrujsk Aleksandra Iwanowicza Bogorodzkiego. Od niego z kolei w 1867 roku albo 1877 roku dobra te kupił jego kolega Michał Konstanty Hattowski, generał inżynierii. W 1873 roku uruchomiono Kolej Libawsko-Romieńską, przebiegającą przez majątek. Córka Hattowskiego Maria, wychodząc za mąż za Wincentego Koziełł-Poklewskiego, wniosła Krasny Brzeg w posagu, choć formalnie własność Krasnego Brzegu przeszła na Wincentego dopiero około 1900 roku, po śmierci Michała Hattowskiego. Wincenty był ostatnim właścicielem Krasnego Brzegu.
Czerwony Brzeg i inne okoliczne wsie bardzo ucierpiały, prawie zostały zmiecione z powierzchni ziemi w czasie zażartych bitew wojny polsko-rosyjskiej w latach 1654–1667. Pierwszego września 1812 roku w czasie napoleońskiej inwazji na Rosję okoliczne wioski, w tym leżący kilkanaście kilometrów od Krasnego Brzegu Kazimierów, były świadkami zaciekłej bitwy między polską brygadą a siłami rosyjskimi. Polskie oddziały zmusiły siły rosyjskie do odwrotu. W 1845 roku we wsi (poza dworem) mieszkało jedynie 18 mieszkańców. W czasie rewolucji w 1905 roku lokalna ludność próbowała zająć pałac właścicieli, jednak została rozpędzona przez wezwanych kozaków. Po rewolucji październikowej majątek został znacjonalizowany. Po ustaleniu przebiegu granicy polsko-radzieckiej w 1921 roku wieś znalazła się na terytorium ZSRR. W 1930 roku we wsi powstał sowchoz „Czerwony Brzeg” i kołchoz „Czerwony Komunar”. Od 1937 roku wieś jest siedzibą sielsowietu. W czasie II wojny światowej znajdował się tu obóz przejściowy dla dzieci w wieku 8–14 lat. Przebywało tu (i było deportowanych do Niemiec) 1990 dzieci, które miały być dawcami krwi dla rannych żołnierzy niemieckich.
Wieś szlachecka położona była w końcu XVIII wieku we włości streszyńskiej w powiecie rzeczyckim województwa mińskiego. W wyniku II rozbioru Polski wieś znalazła się w 1793 roku w Imperium Rosyjskim.

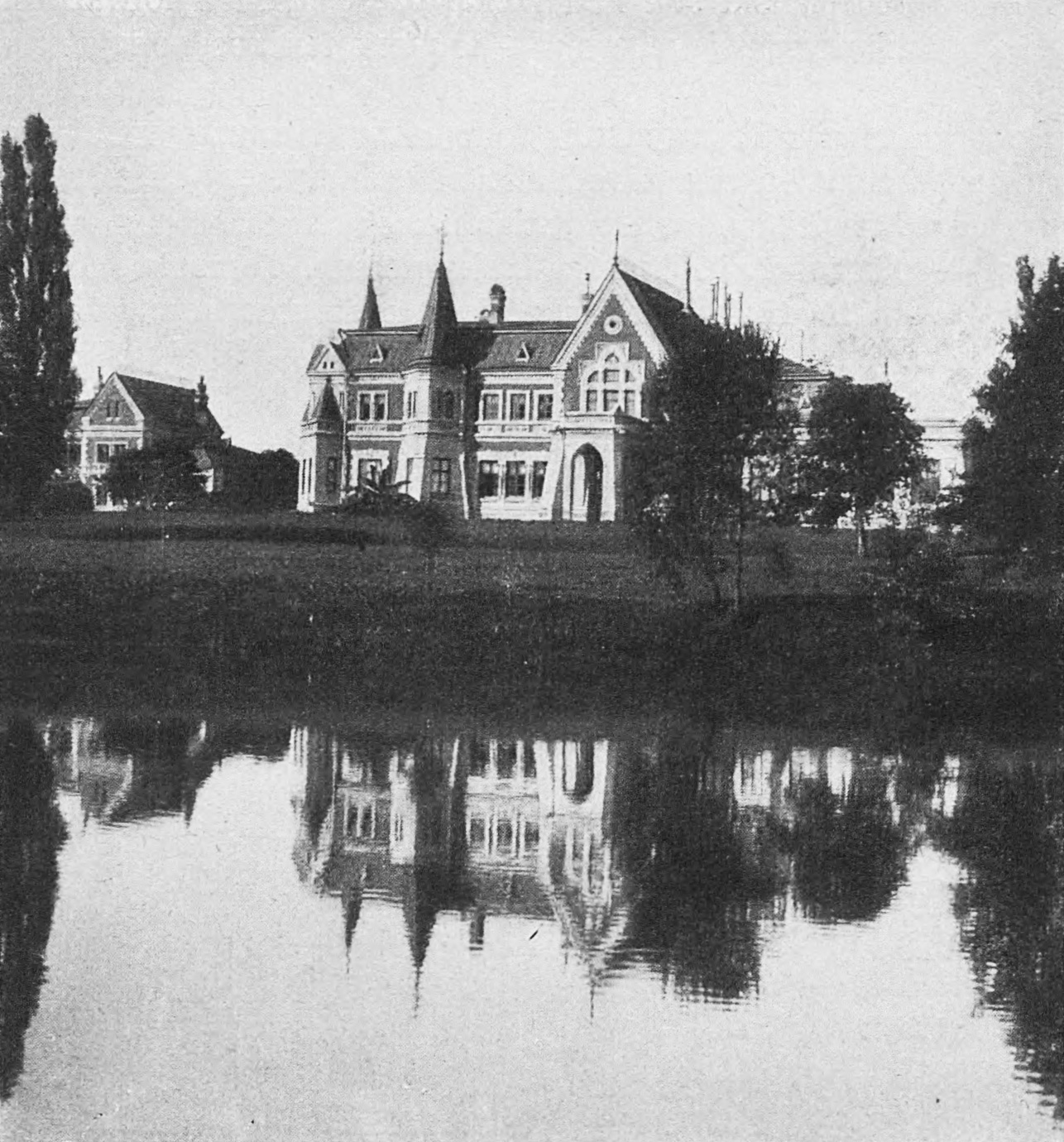
Zespół pałacowo-parkowy przed 1914 rokiem

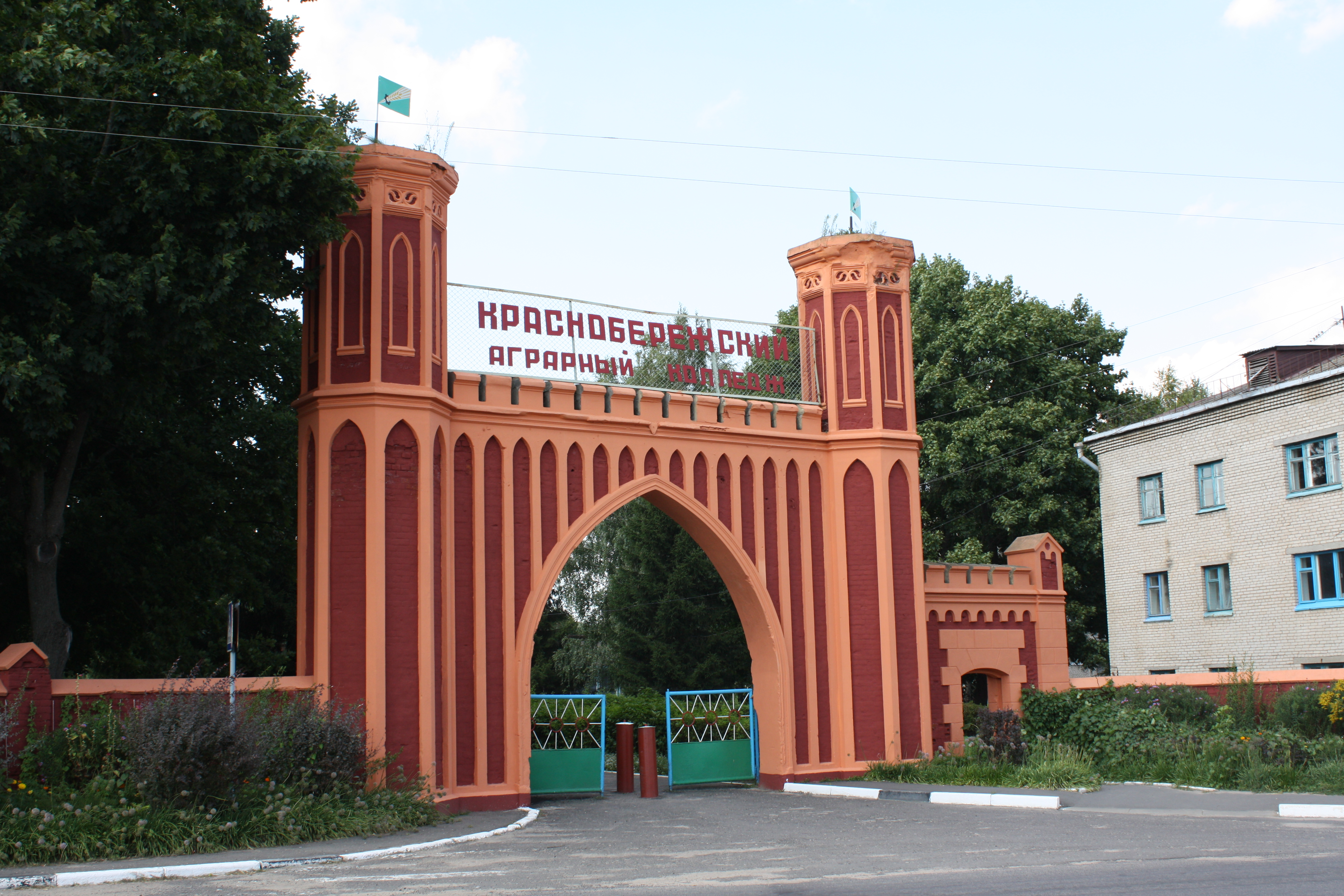
Obecny wygląd bramy wjazdowej do majątku, obecnie do szkoły rolniczej

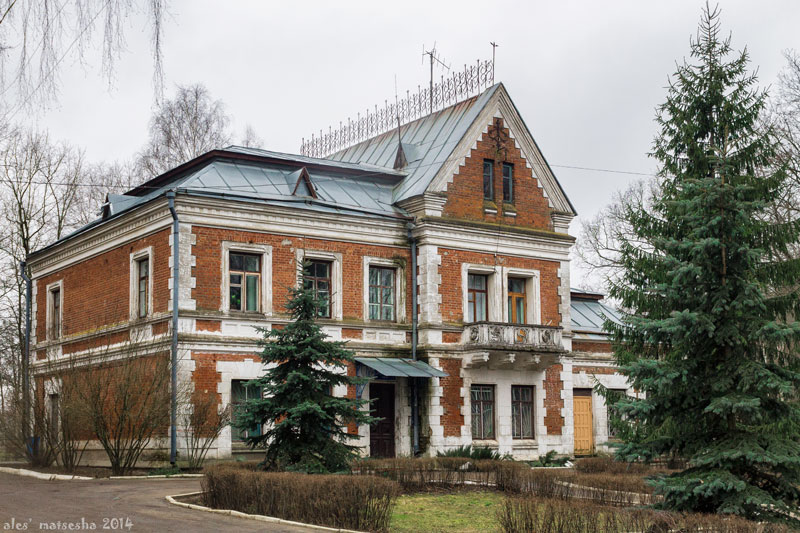
Oficyna w majątku

## Pałac
Potentat przemysłowy Wincenty Koziełł-Poklewski (1853-1929), postanowiwszy osiedlić się w Krasnym Brzegu, zlecił w latach 1890–1893 warszawskiemu architektowi Eugeniuszowi Szretterowi (1876-1925) zaprojektowanie wielkiego pałacu. Pałac powstał około 1900 r. Był to dwukondygnacyjny (z prawym skrzydłem parterowym) neogotycki budynek o zróżnicowanej i niesymetrycznej bryle. Sala balowa była wyposażona w stylu Ludwika XVI. Inne sale: arabska, gotycka, renesansowa, romańska. Supraporty do salonu wykonał warszawski malarz i konserwator Aleksander Borawski. Znajdowała się tu duża kolekcja obrazów polskich i rosyjskich malarzy.
Park, łącznie z sadem owocowym, zajmował około 10 ha. Był otoczony murem, z potężną, neogotycką bramą wjazdową.
Obecnie w pałacu mieści się Krasnobrzeski agrarnyj koledż. Jest historyczno-kulturalnym zabytkiem Białorusi o numerze w rejestrze 312Г000324.
Majątek w Krasnym Brzegu został opisany w pracy Antoniego Urbańskiego Memento kresowe wydanej w 1929 r., strona 97. Jest również opisany w 1. tomie Dziejów rezydencji na dawnych kresach Rzeczypospolitej Romana Aftanazego.